# 하마시타 아키라
하마시타 아키라(일본어: 浜下 瑛, 1995년 7월 5일~)는 일본의 축구 선수이다.

## 구단 경력
그는 2018년 J2리그의 도치기 SC에 입단했다. 2019년까지 63경기에 출전하여, 3득점을 넣었다. 2020년 도쿠시마 보르티스로 이적했다. 2020년 J2리그 우승으로 J1리그로 승격했다. 2021년후 J2리그에 강등했다. 2024년 에히메 FC로 이적했다.